# A87 (Frankrijk)
De A87 is een autosnelweg gelegen in de Loirestreek in Frankrijk die de stad Angers via Cholet met La Roche-sur-Yon verbindt. De weg sluit aan op de snelweg A11, zodat de Franse hoofdstad Parijs een directe verbinding heeft gekregen met de Vendée, wat het toerisme en de economische situatie van de kuststreek ten goede komt. Hoewel de oude nationale weg 160 het traject van de A87 beslaat, loopt de snelweg in tegenstelling tot de nationale weg niet door tot aan de kustplaats Les Sables-d'Olonne. De totale lengte van het traject bedraagt ongeveer 129 kilometer.

## Knooppunten
- Met de A11 ter hoogte van Mûrs-Erigné
- Met de A83 bij La Roche-sur-Yon

## Opening
De opening van de A87 is in vier fases gebeurd:
- Angers ↔ Cholet, 57 km, geopend in 2002
- Cholet-zuid ↔ Les Essarts (knooppunt met de A83), 36 km, geopend in juni 2003.
- Les Essarts ↔ La Roche-sur-Yon, 20 km, geopend in januari 2005
- Zuidelijke rondweg van La Roche-sur-Yon, 16 km, geopend sinds 4 juli 2008 (op dit deel van het traject wordt geen tol geheven)
- In de toekomst zal de weg in noordelijke richting worden uitgebreid om aan te sluiten op de A81 in de buurt van Brùlon, de openingsdatum hiervan is nog onbekend.